# Wolverine
Wolverine, il cui vero nome è James "Logan" Howlett, è un personaggio dei fumetti statunitensi creato da Len Wein e dal disegnatore Herb Trimpe con la collaborazione di John Romita Sr., pubblicato dalla Marvel Comics. La sua prima apparizione è in The Incredible Hulk (vol. 1) n. 180 (ottobre 1974) in un breve cameo, ma il vero e proprio esordio è stato il mese successivo sul n. 181 della stessa serie.
Il sito web IGN ha inserito Wolverine alla quarta posizione nella classifica dei cento maggiori eroi della storia dei fumetti.

## Caratteristiche
(Slogan del personaggio)
Wolverine è un mutante, cioè un essere umano con un DNA diverso dagli altri, più precisamente contraddistinto dal gene X che, nel suo caso, gli conferisce un fattore di guarigione (ossia la capacità di guarire istantaneamente dalle ferite mortali) e tratti animali, ovvero sensi ipersviluppati, forza e agilità superiori, e artigli ossei che estroflette dalle nocche delle sue mani. Dopo l'avvio del progetto Arma X, scheletro e artigli sono stati rivestiti dall'indistruttibile metallo denominato adamantio, attraverso una misteriosa e dolorosa procedura.
Wolverine è un tipico caso dei tanti antieroi duri emersi nella cultura popolare americana dopo la guerra del Vietnam; la sua volontà di usare la forza letale e la sua natura solitaria e cupa divennero caratteristiche standard degli antieroi dei fumetti alla fine degli anni '80.
È caratterizzato come un solitario burbero, suscettibile a furie animalesche da berserker mentre cerca di mantenere la sua umanità, e allo stesso tempo è un poliglotta, stratega e artista marziale incredibilmente competente, in parte a causa della sua eccezionale durata di vita e delle sue vaste esperienze vissute. È anche un assiduo fumatore di sigari.
Logan è spesso presente nel gruppo di supereroi mutanti X-Men, nel quale figura tra i suoi membri principali, tuttavia vanta un passato di mercenario e rimane spesso coinvolto nelle situazioni più disparate. Si presenta come un uomo molto schivo e diffidente verso il prossimo, dai modi rozzi e un atteggiamento brusco nei confronti delle persone che viene spesso frainteso e porta Logan a finire non di rado coinvolto in risse o in situazioni peggiori. È chiaro come l'essere apprezzato dagli altri sia l'ultimo dei suoi problemi ma, contemporaneamente, questo non corrisponde ad un desiderio, volontario o meno, di essere odiato. Logan, in breve, ritiene che il mondo sia un posto pericoloso e ingiusto, dal quale, per difendersi, è necessario non mostrare debolezze, quindi agisce per insegnare anche agli altri questa triste realtà. Molti suoi compagni, dopo un'iniziale insofferenza per questo suo atteggiamento, sono gradualmente diventati suoi amici, tanto che spesso Logan ha agito come un mentore per i membri più giovani del gruppo, in particolare Kitty Pride e Jubilee.
Logan si presenta come un uomo di bassa statura, essendo alto appena 160 cm, dalla corporatura tarchiata e villosa. Ha una carnagione olivastra, capelli neri di media lunghezza e occhi solitamente azzurri, talvolta raffigurati di colore marrone a seconda dei disegnatori.

## Storia editoriale
Dopo l'esordio sulla serie dedicata a Hulk, Incredible Hulk (vol. 2) n. 180, il personaggio si unisce agli X-Men in Giant-Sized X-Men n. 1 (1975), un tentativo di dare nuova linfa vitale alla serie Uncanny X-Men, che allora pubblicava solo ristampe da alcuni anni. Il successo del numero consente di ricominciare a pubblicare storie inedite dal n. 94 (agosto 1975) e la serie si avvierà a essere uno dei maggiori successi della Marvel.
Nel 1982 il personaggio è protagonista di una miniserie di quattro numeri, Wolverine (vol. 1) alla quale seguirà nel 1988 una prima serie regolare mensile, Wolverine (vol. 2) edita fino al 2003 quando viene sostituita da una nuova serie omonima, Wolverine (vol. 3), che verrà edita fino al 2009; nel 2010 esordisce Wolverine (vol. 4), edita fino al 2012, quando in occasione del numero 300 la testata riprende la numerazione originale fino al numero 317; nel 2013 la serie viene interrotta sostituita dalla quinta, Wolverine (vol. 5), edita fino al 2014 quando, all'interno del progetto di rilancio editoriale All New Marvel NOW! esordisce la sesta, Wolverine (vol. 6). L'ultima serie dedicata al personaggio è la miniserie Death of Wolverine del 2014 che narra la storia finale del personaggio e alla quale seguiranno altre miniserie e numeri unici che descrivono e sviluppano i retroscena a seguito della morte del personaggio come Wolverines.
Inoltre il personaggio è stato protagonista o comprimario di molte altre miniserie e numeri unici come Wolverine: The Origin, Wolverine Weapon X, Wolverine Origins, Wolverine First Class, Astonishing X-Men, X-Force (vol. 3), Uncanny X-Men First Class, X-Men Forever (vol. 2), Wolverine and the X-Men (vol. 1) nel 2011, Savage Wolverine nel 2013 e Wolverine and the X-Men (vol. 2) nel 2014. Dal 2005 le avventure di Wolverine in collaborazione con i Nuovi Vendicatori sono pubblicate anche nella serie New Avengers.
Dopo la morte del personaggio, all'interno della linea All New All Different Marvel, è esordita una nuova serie, All-New Wolverine (vol. 1), incentrata su un nuovo personaggio, Laura Kinney, meglio nota come X-23 e figlia di Wolverine.
Il personaggio tornerà in vita nella serie "The Return of Wolverine" resuscitato da una mutante chiamata Persefone al fine di distruggere la razza umana. Ritrovato il suo potere rigenerativo con la resurrezione Wolverine si libererà del controllo mentale esercitato da Persefone su coloro che richiamava alla vita.

## Biografia del personaggio

### Origini
Wolverine, che all'anagrafe si chiama "James Howlett", nasce nella prima metà del XIX secolo nella provincia canadese di Alberta, figlio secondogenito degli aristocratici John Howlett e Elizabeth Hudson. Tuttavia assomiglia molto all'infido giardiniere della tenuta, Thomas Logan, il che lascia presupporre dubbi sulla paternità di James. Il fratello maggiore, John Jr., muore ancora bambino a causa di una malattia sconosciuta e questo porterà la madre alla pazzia e al ricovero per alcuni anni in manicomio. La donna riporta inoltre delle lunghe e profonde cicatrici sulla schiena, che si è procurata in circostanze misteriose.
James trascorre la sua infanzia costretto in casa a causa del suo corpo debole vessato da malori e allergie, con la sporadica compagnia del padre e del burbero nonno, evitando la madre, che sovente ha violenti attacchi di panico. I suoi soli amici sono Rose, sua coetanea che lavora come domestica presso la tenuta, e Dog Logan, figlio del giardiniere, che nutre una profonda invidia verso l'ereditiere. In principio il trio va d'accordo, ma crescendo Dog inizia a nutrire odio verso James e la sua famiglia e lo prende spesso di mira. Il culmine è l'uccisione del cane di James, Callie, da parte di Dog, che porta gli Howlett a licenziare il ragazzo e suo padre. I due tuttavia si vendicano organizzando un'incursione a mano armata nella villa, con l'intenzione di derubare la famiglia e fuggire con Lady Howlett. Lord Howlett viene ucciso da Dog sotto gli occhi di James, che per la prima volta sfodera i suoi artigli, sfregia Dog e uccide Thomas. Sconvolta, Lady Howlett caccia il figlio, dopodiché si suicida.
A seguito dell'assalto alla villa, James subisce uno shock che gli provoca un'amnesia. Si convince di aver ucciso lui stesso suo padre e non ricorda più il proprio nome. Con l'aiuto di suo nonno egli fugge insieme a Rose, che si rivolge a lui chiamandolo Logan, che rimarrà il suo nome attuale. I due si trasferiscono nella Columbia Britannica, dove Logan trova un impiego come minatore. L'uomo viene notato dal suo capo, Smitty, che lo prende in simpatia e lo protegge dalle angherie del cuoco Malone, e decide di promuoverlo ad artificiere. In questo periodo Logan sviluppa la sua fama di uomo duro e scopre di avere molte affinità con le bestie selvagge, tanto che da una di esse prende il nome in codice Wolverine (termine inglese per il ghiottone, più raramente chiamato "volverina" in italiano).
Diversi anni dopo Logan ha un incidente, causato da Malone che aveva manomesso la dinamite, in cui rischia la vita per salvare un bambino. Durante una convalescenza brevissima, Logan legge un libro sui Samurai proveniente da Nagasaki e sviluppa l'amore per la cultura giapponese. Nel frattempo, Smitty e Rose si innamorano e decidono di partire lontano, e Logan rimane scosso dalla loro decisione. Mentre si trova al locale del paese sente di un torneo di lotta con in palio una grossa somma di denaro. Smitty si iscrive nonostante Rose sia contraria ed anche Logan lo fa. Si trova ad affrontare il cuoco, e lo sconfigge. Arrivato in finale contro Smitty decide di farsi battere per permettere a Rose e all'amato di partire con i soldi della vincita.
Nel frattempo Dog Logan li rintraccia per conto del vecchio signor Howlett, pentitosi di aver lasciato fuggire il nipote, e quando trova Logan appena dopo lo scontro del torneo lo aggredisce alle spalle. Dog sembra prevalere, ma Logan riacquista la memoria del tragico momento della morte di suo padre e sfodera gli artigli. Durante la violenta colluttazione, Rose rimane uccisa accidentalmente. Sconvolto, Logan si allontana dalla civiltà e va a vivere allo stato selvatico nei boschi. Il diario di Rose in cui lei aveva annotato tutti gli anni in cui ha vissuto con Logan viene bruciato da Malone, e Logan perde così la possibilità di recuperare la memoria.

### Gli anni a seguire
Le informazioni sulle attività di Logan durante il XX secolo sono frammentarie: egli combatte durante la Grande Guerra insieme alla spedizione americo-canadese del 1917 e durante la seconda guerra mondiale va in missione a Madripoor, probabilmente per conto dei servizi segreti canadesi.
Aiuta Capitan America e Nick Fury in diverse missioni, e per un periodo entra in una unità di paracadutisti nota come la "Brigata del diavolo", dove militava anche Victor Creed, il futuro Sabretooth.

Wolverine e gli incredibili X-Men. Disegni di Gil Kane.

Sostanzialmente, Logan riappare quando il governo canadese decide di includerlo nel progetto Arma-X. Viene brutalmente sottoposto ad un intervento chirurgico al quale sopravvive solo grazie al suo fattore rigenerante, in cui le sue ossa e i suoi artigli vengono infuse di adamantio e viene ulteriormente prolungata la sua longevità. A seguito dell'esperimento però Logan perde di nuovo la memoria, confusa ulteriormente da falsi impianti mnemonici innestati dal governo canadese. In tale periodo Wolverine viene reclutato da James McDonald Hudson (Guardian) e da sua moglie Heather (Vindicator) per entrare a far parte del primo super gruppo canadese, Alpha Flight. Ma è una breve parentesi non del tutto chiara e forse c'è stato anche un coinvolgimento di Hudson nell'esperimento con l'Adamantio.
Più o meno in questo periodo gli X-Men entrano nella sua vita, per non uscirne più. Logan entra a far parte della seconda generazione di X-Men non molto tempo dopo il suo fallito tentativo di catturare Hulk che si rivela un piano dei suoi superiori per farlo entrare nelle grazie di Charles Xavier che avrebbe dovuto uccidere, ma dopo una colluttazione il professore imprigiona Logan e gli pone delle barriere psichiche cancellando o manomettendo i ricordi del mutante che di lì a breve si unirà al rinato gruppo di mutanti nella missione di salvataggio dei membri originali. Con gli X-Men vivrà moltissime avventure; verrà anche privato da Magneto dell'adamantio che gli ricopre le ossa, che poi recupererà. Conosce anche Jean Grey con cui avrà sempre un rapporto tormentato. Logan, dietro la scorza, ama stare nella squadra del Professor Xavier per gli ideali che rappresenta e svela, a poco a poco, che il suo cinismo è solo una maschera, con cui si difende dai dolori del suo angoscioso passato, rivelandosi un compagno di battaglia quanto mai affidabile. Non sarà mai il vero leader degli X-Men per il suo carattere di solitario e tutto sommato introverso, non certo per mancanza di carisma.
Successivamente a questi eventi, la setta dell'Alba della Luce Bianca (guidata dal crudele e mutante Gorgon), che trama congiuntamente con l'Hydra, un'organizzazione criminale internazionale di matrice nazista, lo uccide e riporta in vita con un condizionamento che lo costringe a compiere missioni omicide per loro conto, per poi riportare in vita le eventuali vittime (altri supereroi) e asservire anche loro. Sotto il controllo dell'Hydra ha ucciso il compagno X-Men Northstar, che poi è stato resuscitato anch'esso. Il tutto fa parte di un complotto più grande, che ha come obiettivo destabilizzare e sottomettere gli Stati Uniti d'America. Logan viene poi salvato e de-condizionato dallo S.H.I.E.L.D., che lo arruola come agente per sconfiggere definitivamente l'Hydra e la setta. Dopo aver distrutto molte basi delle varie organizzazioni criminali assieme a Elektra si scontra con Gorgon e dopo una battaglia in cui rischia la morte, riflette il terribile sguardo pietrificante del criminale con gli artigli, riuscendo a trasformarlo in pietra e frantumandolo in mille pezzi.
Poco dopo essere stato de-condizionato dal trattamento subito dall'Hydra, Logan si reca nella Terra Selvaggia, dove aiuta i Nuovi Vendicatori, che lo invitano ad unirsi al gruppo. Wolverine, dopo le vicende di Vendicatori Divisi, è diventato membro dei Nuovi Vendicatori, il più importante supergruppo Marvel, insieme con altri eroi famosi come l'Uomo Ragno, Capitan America ed Iron Man. Wolverine viene descritto come ateo.

### House of M
Ha preso parte alla riunione di eroi (Vendicatori e X-Men) per decidere il fato di Scarlet, nel crossover House of M di cui è uno dei protagonisti. Nel nuovo mondo infatti Scarlet ha cercato di esaudire i desideri delle persone che le si potevano opporre, senza pensare che il più grande desiderio di Wolverine è sapere tutto sul proprio passato. Per questo Wolverine è l'unico a ricordarsi del mondo reale e si impegna a risvegliare i ricordi degli altri eroi. Una volta tornato al vero mondo Wolverine manterrà questi ricordi del proprio passato, anche se confusi e comincerà un viaggio per poterli comprendere meglio.

### Wolverine: Origins
Wolverine: Origins è il titolo della seconda serie regolare dedicata al personaggio, che prende spunto dagli eventi di House of M, crossover durante il quale Wolverine recupera tutti i suoi ricordi. Le sue esperienze personali non sono però sufficienti a fargli capire chi lo ha manipolato molto prima del suo coinvolgimento nel programma Arma X; così decide di partire alla ricerca della verità.
La sua decisione mette in allarme lo S.H.I.E.L.D. e i governi di mezzo mondo, facendo entrare in scena parecchi personaggi legati alla sua storia passata: Capitan America, il primo tentativo di ricreare in laboratorio un soldato perfetto già esistente in natura (cioè lo stesso Logan); il supersoldato Nuke (che era stato ferito a morte in Devil: Rinascita) che lui stesso ha contribuito a creare; Bucky Barnes (che anni prima come Soldato d'Inverno uccise sua moglie incinta); i suoi vecchi nemici Victor Creed (Sabretooth) e Sylas Burns (Cyber), rispettivamente reclutatore ed addestratore per l'individuo che manovra da dietro le quinte. Appare inoltre Daken, il figlio avuto da Itsu, la moglie uccisa, sopravvissuto grazie al fattore rigenerante ereditato dal padre e caduto nel suo stesso destino. Daken odia il padre e sta cercando in tutti i modi di ucciderlo.
La serie comincia a dare delle risposte, fra cui spiccano gli indizi disseminati a proposito del nome Hudson. Questo è il cognome dei coniugi fondatori di Alpha Flight (si dice che James Hudson, membro del Dipartimento H, sia fratellastro di uno degli scienziati che hanno avuto a che fare con esperimenti sull'adamantio da parte del progetto Arma X). Hudson ricorre anche in Hudson Bay Company, nome di una società che nell'Ottocento aveva in gestione dal governo una grossa parte selvaggia del Canada, e che poi è cresciuta ulteriormente. La collocazione cronologica di queste storie non è certa: di sicuro dopo House of M e probabilmente dopo il primo arco di storie di New Avengers.
Nella miniserie Wolverine: Evoluzione di Jeph Loeb e Simone Bianchi Logan sconfigge, stavolta pare definitivamente, Sabretooth (decapitandolo con la katana Muramasa, la cui lama è in grado di annullare gli effetti del fattore di guarigione). Logan ha scoperto che dietro ogni evento terribile della sua vita c'è il misterioso Romulus, un individuo che lo ha manovrato a sua insaputa per decenni, rendendolo un assassino spietato. Inoltre, grazie all'aiuto del Soldato d'Inverno e a quello, inconsapevole, di Deadpool, Logan è riuscito a catturare Daken, e adesso sta cercando un modo di guarirlo da tutti gli orrori a cui Romulus l'ha sottoposto e che l'hanno reso uno spietato omicida come lui: per questo ha chiesto l'aiuto di Charles Xavier, ma sembra che neanche il professor X sia in grado di aiutarlo. Fu Xavier a cancellare il controllo di Romulus (che lo voleva una spietata macchina assassina) e a renderlo un leale X-Man, quando si unì al gruppo. Sembra invece che su Daken non sia possibile effettuare lo stesso procedimento, in quanto Romolus ha installato trappole psichiche nella mente del giovane mutante. Tuttavia, Xavier ha mostrato a Daken che non fu Logan ad uccidere sua madre Itsu ma Romulus; ora padre e figlio sembra vogliano entrambi vendicarsi di lui.
Seguono le sue tracce fino in Africa, dove Logan incontra il suo vecchio nemico Cyber, che pare voler offrire a padre e figlio un accordo per aiutarli a trovare e uccidere Romulus; lui e Daken rifiutano, ma in seguito il ragazzo decide di tradire il padre e allearsi con Cyber. In realtà si scopre che il sodalizio tra i due e il tradimento di Daken furono orchestrati da Wolverine stesso, allo scopo di impadronirsi delle informazioni del vecchio nemico. Quando Daken però viene a sapere ciò che voleva, abbandona il padre senza condividere le informazioni con lui.
Logan rimane solo, ma viene rintracciato da Nick Fury, che ha parecchie informazioni per lui. Oltre a informarlo dell'alleanza che Daken ha stretto con Norman Osborn, unendosi ai suoi Oscuri Vendicatori, rivela di essere a conoscenza di diverse informazioni su Romolus, avute tempo prima da Cyber stesso. Pare infatti che ci fosse lo stesso Romolus dietro il progetto Arma X. Il suo scopo era rendere il suo agente (lo stesso Logan) un'arma invincibile in grado di uccidere i supereroi di nuova generazione, come Hulk, affrontato da Logan poco dopo l'assunzione dell'adamantio.
Quando si unì agli X-Men però, Logan non fu più reperibile, a causa della protezione psichica di Charles Xavier. Romolus allora decise di puntare su Daken. Secondo Fury, lo scopo attuale di Romolus è potenziare nuovamente la sua arma, questa volta con il metallo della spada Muramasa, in grado di annullare gli effetti del fattore rigenerante e quindi di uccidere lo stesso Wolverine.
Daken riesce, con l'aiuto del Riparatore, a farsi rivestire due artigli con il metallo preso dalla spada Muramasa. Giunto per fermare l'operazione, Wolverine lotta con il figlio, che lo colpisce con gli artigli privi del metallo di Muramasa, facendo sì che Wolverine possa sopravvivere.
Logan continua la caccia a Romulus. Segue le tracce di uno degli uomini di Romulus, Victor Hudson, che lo portano in Russia. Qui Hudson gli tende una trappola. Si fa seguire fino a un carcere per poi sparire nel nulla. Nel carcere Logan, ignaro di tutto, trova ad aspettarlo il suo vecchio nemico Omega Red. Lo scontro tra i due è estenuante. Dopo essere riuscito ad avere la meglio, Wolverine, stremato, sviene.
Viene ritrovato da Wild Child, suo vecchio nemico, che intende ucciderlo gettandolo all'interno di una fonderia. Omega Red, in cerca del sintetizzatore di carbonadio in possesso di Logan, irrompe nell'acciaieria e dà a Wolverine l'occasione di liberarsi e fuggire. Omega Red uccide Wild Child nel modo in cui questi voleva liberarsi di Logan, per poi morire a causa della spada Muramasa, con la quale Logan lo trafigge.
Wolverine capisce che tutti i duelli a cui ha preso parte da quando ha recuperato i suoi ricordi sono stati orchestrati da Romolus, che in questo modo si è liberato di ogni suo ex agente (Sabretooth, Cyber, Nuke, Wild Child e Omega Red), fatta eccezione per Daken. Logan ha finalmente modo di affrontare faccia a faccia il suo persecutore, ma quando è sul punto di ucciderlo capisce che è questo ciò che vuole Romulus e decide di risparmiarlo, rimandando a un'altra volta la resa dei conti.
Successivamente Wolverine decide di formare una squadra per mettere fine al regno di Romulus. Ha un piano talmente fuori dagli schemi che neanche Romulus potrebbe immaginarlo. Alla fine si rivela essere un piano di Deadpool. I primi che Wolverine riesce a far entrare nel suo gruppo sono Bruce Banner (che per il momento non è più in grado di trasformarsi in Hulk) e suo figlio Skaar. Entrano poi Cloak e Silver Samurai, che allena Wolverine a utilizzare la spada Muramasa. Intanto Dagger, compagna di Cloak, viene rapita da Victor e altri scagnozzi di Romulus, ma viene salvata da Wolverine e Cloak, che si teletrasportano sul posto. Il piano prevedeva anche la liberazione della criminale Ruby, che però si rivela una traditrice, riferendo informazioni segrete a Romulus. Prevedendo tutto ciò, Wolverine riesce a sconfiggerla e rimandarla in carcere con la sua squadra.
In seguito Wolverine cerca di allearsi con suo figlio Daken contro Romulus. Anche Daken però si rivela inaffidabile. Si allea col nemico e inizia uno scontro col padre che viene interrotto quando Romulus riesce a fuggire dopo aver sconfitto Skaar. Daken, una volta raggiunto il suo nuovo alleato, cambia idea e infilza Romulus per prendere il suo regno. Prima che lo uccida, Cloak teletrasporta Romulus da Wolverine, che con la spada di Muramasa sta per dargli il colpo di grazia, ma poi decide di intrappolarlo per sempre nella dimensione oscura di Cloak. Daken, infuriato col padre, lo attacca, dando vita alla sfida finale, che vede vincitore Wolverine, che infine con la spada Muramasa priva Daken dei due artigli (uno per braccio) ricoperto dello stesso metallo della sua spada e che quindi potevano annullare i benefici del fattore di guarigione. Alla fine Wolverine seppellisce la spada Muramasa e gli artigli di metallo amputati a Daken, in modo che nessuno abbia più la possibilità di uccidere lui e suo figlio.

### Civil War
Durante gli eventi raccontati in Civil War, Wolverine si mette sulle tracce di Nitro, per punirlo della strage di Stamford. Dopo che Nitro viene preso da Namor e dai suoi agenti per vendicarsene (aveva ucciso Namorita, sua cugina), Logan ritorna in superficie dove viene catturato da Sentry e consegnato allo S.H.I.E.L.D. poiché non registrato. Wolverine scappa da un eliveivolo e perfora il cranio a Walter Declun di Damage Control, responsabile di aver passato l'OGM (ormone della crescita mutante) a Nitro così da potenziarlo. Si unisce alla fazione di Capitan America.

### Dopo Civil War
Dopo la morte di Capitan America, Wolverine si introduce a bordo dell'elivelivolo S.H.I.E.L.D., con l'aiuto del Dottor Strange e di Devil, per accertarsi che il corpo che stavano custodendo fosse realmente quello di Steve Rogers e non una copia fasulla. Sull'elivelivolo Wolverine interroga anche Crossbones, il cecchino, per scoprire chi sia il mandante ma il criminale aveva subito un parziale lavaggio del cervello che impedisce l'identificazione da parte del Dottor Faustus. Wolverine non può che constatare che il cadavere a bordo è realmente quello di Cap, e decide di tornare dai Nuovi Vendicatori per informarli. Prima di andare minaccia Stark dicendo che, qualora avesse scoperto che dietro la morte di Cap ci fosse stato lui, lo avrebbe ucciso.

### Secret Invasion
Quando lui e i suoi compagni Vendicatori scoprono che Elektra era in realtà uno Skrull, Logan comincia a sospettare di essere sotto assedio da parte della razza aliena mutaforma, dichiarando di non potere più fidarsi di nessuno, nemmeno di loro, in quanto chiunque potrebbe essere uno Skrull infiltrato; in seguito Jessica Drew (la Donna Ragno) preleva il cadavere dell'alieno per portarlo da Tony Stark.
Subito dopo questi eventi Logan si è recato in un locale, dove ha scoperto il misterioso Hood che aveva rubato ad un'asta criminale il cyborg Deathlok, con l'intento di usarlo contro la Stark Tower; i due si battono ma Hood si tramuta in un demone cibernetico e riesce a fuggire.
Wolverine allora torna dai suoi compagni, tutti decisi a darsi fiducia reciprocamente e a correre in aiuto della squadra di Stark, benché siano loro nemici.
Logan assieme agli altri eroi va all'assalto degli Skrull a New York, Wolverine balza addosso alla regina Skrull con l'intenzione di ucciderla ma Norman Osborn, con un colpo di fucile lo precede assumendosi tutto il merito dell'uccisione della regina. Osborn viene promosso nel ruolo di Stark mentre Logan e gli altri Nuovi Vendicatori sono sempre più ricercati.

### Dark Reign
Sia come Vendicatore che come X-Man, Wolverine si è trovato in diverse occasioni a combattere contro Norman Osborn (ora noto come Iron Patriot) e i suoi Oscuri Vendicatori. Inoltre, su richiesta di Ciclope, Logan ha formato una nuova X-Force, grazie alla quale ha liberato Charles Xavier e numerosi altri mutanti da Alcatraz, dove venivano torturati dalla Bestia Nera. Wolverine inoltre ha contribuito a fare dell'isola Utopia una terra libera per tutti i mutanti. Quand'era sotto il controllo di Romulus, Logan in passato ha compiuto numerose azioni violente e sanguinarie di cui non va fiero, dunque il far parte di così tanti gruppi è un modo di fare ammenda per i suoi numerosi peccati.

#### La Lista
Interessato all'acquisizione delle tecnologie sviluppate nel Mondo, Osborn invia sul campo una squadra di sperimentali Deathlok per prenderne il controllo. Informato di ciò da alcune fonti Noh-Varr chiede l'aiuto di Wolverine per impedire che il suo ex-boss riesca nel suo piano ed insieme si dirigono al Mondo dove vengono subito attaccati da un esercito di fedeli creati da Arma XVI, la religione vivente. Soccorso da Fantomex, Noh-Varr si lascia da lui guidare al centro operativo dell'esercito mentre Wolverine viene condizionato in modo da ingrossare le file di Arma XVI. Giunti al cervello del Mondo, ora senziente, mentre Fantomex si occupa di tenere a bada l'esercito di fedeli Noh-Varr disabilita Arma XVI baciandolo e mostrandogli un po' di affetto e compassione. Ritornato alla normalità, Wolverine affianca gli altri due nello scontro con i Deathlok di Osborn, sconfiggendoli e facendo fallire i suoi piani di conquista.

### Saga della vendetta

#### Wolverine all'Inferno
L'anima di Wolverine viene spedita all'Inferno da un'organizzazione sconosciuta, di cui faceva parte anche Mystica. All'Inferno, Wolverine combatte tutti i suoi vecchi nemici uccisi e viene sottoposto a torture dal Diavolo stesso. Intanto, il corpo di Logan è posseduto da moltissimi demoni che lo controllano e cercano di uccidere tutte le persone care a lui: Yukio, Melita Garner (la fidanzata di Wolverine) e anche gli X-Men: acceca Angelo, brucia l'Uomo Ghiaccio e combatte con Colosso che è ormai sull'orlo della morte. All'Inferno, dopo aver incontrato la defunta Mariko e anche Silver Samurai, Wolverine compie l'impossibile, riuscendo a combattere e a sconfiggere il Diavolo. Sabretooth, anch'egli defunto, recupera la spada che ha usato il Diavolo nel combattimento, ma viene fermato e ridecapitato da Wolverine. Logan rinuncia alla spada e quindi anche a diventare il nuovo Diavolo e ferisce il padre che voleva costringerlo ad esserlo. Intanto, grazie all'aiuto di Mystica (che adesso vuole salvare Logan), Melita e i Ghost Rider, Daimon "Figlio di Satana" Hellstrom riesce a far tornare l'anima di Wolverine nel suo corpo, ma arrivano gli X-Men che devono uccidere Wolverine nel caso non riesca a riprendere possesso del suo corpo.

#### Wolverine contro gli X-Men
I molteplici demoni dentro il corpo di Wolverine prendono il controllo, riuscendo a sconfiggere i più potenti membri degli X-Men: Emma Frost, Magneto, Namor e Ciclope. Intanto Wolverine combatte con i demoni nella sua mente con l'aiuto di Rogue, Melita, Jubilee e altre ancora. Il corpo di Wolverine posseduto, nel frattempo, viene messo in seria difficoltà dai rinforzi degli X-Men, ma Wolverine riesce a riprendere il controllo sul suo corpo appena prima di essere distrutto, grazie anche all'aiuto del risveglio di Jean Grey e Nightcrawler nella sua mente. Ormai Logan è libero ed è pronto a vendicarsi di chi l'ha mandato all'Inferno, a partire da Mystica.

#### La vendetta di Wolverine
Wolverine sfida Mystica e alla fine riesce a ucciderla. Trova poi l'esatta posizione della Rossa Mano Destra e sfida i "Bastardi", killer professionisti che hanno orribili passati rovinati dallo stesso Logan quando era sotto il controllo di Arma X o di Romulus. Il canadese riesce a ucciderli e a trovare il capo dell'organizzazione, che si suicida con tutti i suoi seguaci. A questo punto scopre che i "Bastardi" in realtà erano suoi figli e ora non può prendersela che con se stesso. Wolverine torna a vivere sulle montagne canadesi con la speranza di dimenticare tutto.

### Avengers vs. X-Men
In Avengers vs. X-men, Wolverine è schierato inizialmente con gli Avengers di Capitan America, il quale ben presto lo congeda con la forza lasciandolo tramortito in una landa gelida, poiché lo riteneva troppo coinvolto nella vicenda. Lì incontrerà Hope e dopo essersi ripreso aiuterà la giovane messia a raggiungere la zona blu della luna per intercettare la forza fenice. Tuttavia il tutto si rivelerà una trappola ordita da Logan che, ormai in procinto di consegnare Hope ai Vendicatori, vedrà i suoi piani rovinati dall'arrivo degli X-men di Ciclope. Durante il combattimento fra i due super gruppi Wolverine sperimenterà sulla sua pelle il colpo della fenice effettuato per caso dalla messia mutante. Dopo essersi ripreso, assieme agli Avengers ed altri supereroi affronterà dure missioni contro le 5 fenici. In una combatterà Namor che, sebbene attaccato dai Vendicatori e Wanda Maximoff, va vicino alla totale eliminazione del Wakanda di Pantera Nera. In un'altra missione si infiltrerà, con i supereroi che non sono caduti, in un vulcano in Siberia, presidiato da Colosso e Magik, per liberare i supereroi sconfitti e lì imprigionati. Prenderà infine parte, come tutti i supereroi, alla battaglia finale contro Fenice Nera, ossia Scott Summers. Dopo la battaglia, lo si rivide mentre discuteva con Capitan America nella cella di Ciclope.

### Age of Ultron
Wolverine è uno dei pochi sopravvissuti allo sterminio della razza umana operato da Ultron. Decide, per impedire questo avvenimento, di uccidere Hank Pym, creatore dell'androide, prima che potesse dargli vita. Il piano, nonostante l'intervento della Donna invisibile, va come previsto, ma così facendo altera il presente, creando un mondo distopico. Tornato nuovamente indietro nel tempo, impedisce la morte di Pym e fa in modo che questi installi, nel robot, un codice che lo avrebbe fatto autodistruggere. Ultron, così, viene totalmente distrutto durante uno scontro con i Vendicatori.

### Squadra Unione e perdita del fattore rigenerante
Wolverine si unisce successivamente alla Squadra Unione dei Vendicatori, una squadra composta da Vendicatori ed ex-X-Man, con i quali riaffronterà anche suo figlio Daken, riportato in vita dai Gemelli di Apocalisse.
Durante una missione solitaria nel Microverso, Logan contrae un virus che inibisce il suo fattore rigenerante. Anche quando riesce a liberarsi dell'infezione, il suo fattore rimane inattivo, costringendolo a cercare una cura. In questo periodo, inoltre, torna a farsi vedere Sabretooth, misteriosamente in vita.

### La morte di Wolverine e resurrezione
Privo del fattore rigenerante, Logan viene bersagliato di continuo da killer e assassini di ogni tipo e varietà, tutti assunti dalla sua ex-moglie Viper, che anni prima era diventata (anche grazie al loro breve matrimonio) sovrana di Madripoor. In realtà Viper ha solo subscontrattato un ingaggio da qualcun altro. Kitty Pride, intervenuta per aiutare Wolverine, rivela che dietro tutto c'è un certo Abraham Cornelius, nome che Logan conosce molto bene. È l'uomo che eseguì materialmente l'esperimento del programma Arma X. Da allora Cornelius ha tentato di ricreare il risultato per migliorare i soggetti, dato che considera Logan solo un animale. Anche se ferito e morente, Logan si reca nel laboratorio di Cornelius e riesce a ucciderlo e a salvare le sue cavie. Per fare ciò distrugge un contenitore di adamantio fuso che gli cola addosso. Ormai sfinito, Logan esce dal laboratorio e si inginocchia, morendo e diventando una statua di adamantio.
Dopo la sua morte alcuni misteriosi individui rapiscono e rinchiudono i personaggi dell'universo Marvel più strettamente legati a lui per interrogarli (Death of Wolverine: the Logan legacy). Si tratta del suo clone femminile X-23, la sua nemesi Sabretooth (tornato in vita tempo prima), la letale cyborg-samurai Lady Deathstrike, suo figlio Daken, la mutaforma Mystica, Elixir e Fantomelle.
4 anni dopo la pubblicazione de “La morte di Wolverine”, la Marvel pubblica Return of Wolverine, dove vengono spiegate la resurrezione di Wolverine e come abbia acquisito nuovi tipi di artigli incandescenti.

### Armi della vendetta
Wolverine viene avvisato da Jeff Bannister di strane morti raccapriccianti. Presto scopre che l'autore di queste morti è il demone Bagra-ghul impossessatosi di un ragazzino di nome Bram con cui già si era scontrato in passato in coppia con il Ghost Rider Johnny Blaze. Rintracciato il nuovo partner, partono alla ricerca dell'ormai cresciuto Bram riuscendo a raggiungerlo e scoprendo che dietro tutto ciò c'è Padre Pike, uno stregone al servizio della CIA che sta facendo il doppio gioco per acquisire potere. Questi però tende una trappola ai due antieroi riuscendo a trasferire il demone nel corpo di Wolverine dando vita a Hellverine. Dopo un lungo scontro, Logan riesce ad uccidere Padre Pike e a resistere a Bagra-ghul, il quale sceglie nuovamente come ospite un indebolito Bram. A questo punto Ghost Rider riesce con lo sguardo della dannazione a sconfiggere il demone imprigionandolo insieme all'ospite.

## Vita sentimentale
Unitosi alla seconda generazione di X-Men, Logan incontrò Jean Grey e i due portarono avanti una relazione burrascosa a causa della rivalità con Scott Summers, alias Ciclope. Alla fine Jean scelse quest'ultimo, ma dopo la relazione di questi con Emma Frost è stato ipotizzato che in un futuro vicino Jean possa risorgere e legarsi con Logan. Logan ama Jean ma lei, per quanto ne sia attratta, lo ha sempre considerato il suo più fidato amico, rimanendo fedele a Ciclope.
Proprio a causa di Jean, Logan lascerà brevemente gli X-Men per recarsi in Giappone; qui ha un'importante storia d'amore con Mariko Yoshida, una giovane donna di nobili natali con cui arriva quasi a sposarsi. Grazie ad un periodo del suo passato trascorso in Oriente Wolverine conosce il Bushidō, il codice guerriero dei Samurai. La collusione della famiglia Yoshida con la mala giapponese e l'intervento di alcuni nemici degli X-Men causano il fallimento del matrimonio di Logan con la dolce Mariko.
Anni prima di Mariko, Logan ebbe una relazione amorosa con un'altra donna giapponese, Itsu, che stava per avere un figlio da lui ma venne uccisa dal Soldato d'Inverno. Nella serie Origins lo stesso Soldato d'Inverno ha rivelato a Logan che suo figlio (il futuro Daken) è sopravvissuto.
Logan ha avuto anche altri amori, fra cui Volpe d'Argento, che era un'indiana di una riserva in cui Logan capitò ferito gravemente, e dalla quale fu curato. I due piano piano s'innamorarono. Logan per lei aveva abbandonato la sua vita di violenza, quando Sabretooth uccise Volpe d'Argento lasciando Logan in preda al dolore e alla rabbia. Buona parte di questa storia è stata ripresa nel film X-Men le origini - Wolverine.
Al di fuori della continuity dell'universo Marvel, nel corso di un crossover con personaggi della casa editrice Image Comics, Wolverine ha avuto una relazione con Sara Pezzini, la conturbante poliziotta custode di Witchblade. I due si sposano a Las Vegas, ma il loro amore era un'illusione provocata da una mutante con poteri psichici che voleva usare l'arma mistica per uccidere un mafioso. Ma la lama stregata si rivela troppo potente per lei. Alla fine della storia sembra che Sara e Logan si siano divisi. Un'altra donna è Melita Garner, una giornalista di San Francisco.
Logan ha avuto relazioni anche con Domino in X-Force: Sex and Violence, dove i due danno libero sfogo ad una passione risalente alla loro avventura in Giappone, e con Mystica, dalla quale nasce il mutante Raze.
Benché abbia avuto molte più relazioni stabili di lui, per sua stessa ammissione Logan invidia profondamente Devil. Durante l'arco narrativo Nemico pubblico, Logan si domanda con rabbia come faccia Matt Murdock ad avere sempre una nuova fiamma in pochi attimi, quando lui fa una fatica immensa anche soltanto a trovarne una. Lo definisce il «più allupato dei supereroi».

## Poteri e abilità
Nonostante non sia un mutante di livello Omega, Wolverine è un avversario estremamente temibile, nonché uno degli esseri più pericolosi dell'universo Marvel: venne scelto per il progetto "Arma X" proprio in virtù delle sue enormi capacità. Nonostante i suoi poteri siano di carattere per lo più fisici e quindi tipici dei mutanti delle classi 1, 2 e 3, il suo fattore di guarigione è talmente potente da poterlo classificare come classe 4.
Il suo fattore rigenerante è uno dei migliori nell'universo Marvel, al pari di quello di Deadpool (quest'ultimo ha ereditato il suo proprio da Logan), tanto che può assorbire e annullare in pochissimo tempo grandi quantità di veleno e radiazioni, fino a rigenerarsi dopo un'esplosione nucleare; sempre tale fattore gli ha conferito un'immunità pressoché totale alle droghe, alle malattie, alle infezioni, agli effetti dell'alcol, del fumo e anche una limitata immunità all'acido lattico; inoltre tale fattore ha rallentato notevolmente il suo invecchiamento (ha quasi duecento anni ma non ne dimostra più di trenta-quaranta). Ovviamente i tempi di recupero variano a seconda dell'entità dei danni: quando Magneto manipolò l'adamantio che ricopre il suo scheletro fino a (letteralmente) strappaglielo dalle ossa, Wolverine ebbe bisogno di diverso tempo per ristabilirsi del tutto.
I suoi sensi ipersviluppati gli permettono di percepire anche da notevoli distanze la presenza di chiunque e grazie al suo olfatto riesce a smascherare anche i mutaforma come Mystica; le sue armi migliori restano comunque gli artigli di adamantio (inizialmente ossei) che estroflette dalle mani e che possono tagliare qualunque materiale e ferire persino Hulk o il Fenomeno; grazie al virtualmente indistruttibile adamantio che ricopre il suo scheletro, Wolverine è quasi invulnerabile; come conseguenza dell'elevata massa ossea Logan possiede una notevole potenza fisica (10 volte più forte di un uomo di pari altezza e massa muscolare) e il suo peso corporeo (135 kg) è eccezionale per un uomo della sua statura (160 cm). Nonostante ciò, egli dispone di un'elevata agilità che gli consente di spiccare balzi anche di diversi metri.
Le uniche debolezze che abbia mostrato sono gli oggetti in grado di ostacolare il suo fattore rigenerante, come il carbonadio e la spada Muramasa, la sensibilità dell'adamantio nei confronti dei campi magnetici (che lo rende del tutto inerme di fronte a Magneto) e le onde sonore di grande potenza, come quelle emesse da Banshee, che urtano il suo udito ipersviluppato.
Logan è inoltre un ottimo pilota, un eccellente spadaccino e un maestro in diverse arti marziali, anche se talvolta tende ad utilizzare uno stile di combattimento alquanto selvaggio intrinseco alla sua natura; è anche un grande esperto nello spionaggio (è stato un agente della CIA e sotto le armi è stato incaricato di portare avanti missioni clandestine affidate a squadre speciali), nell'assassinio, nelle tecniche ninja ed è un valente samurai, essendo stato addestrato dal demone Ogun. Ha dimostrato più volte eccellenti abilità tattiche e strategiche ed è stato anche a capo di alcuni gruppi di supereroi e non, sebbene affermi di non avere la stoffa del leader; nel tempo ha sviluppato buone conoscenze in campo tecnologico e scientifico e più volte le sue abilità e la sua esperienza gli hanno permesso di battere o tenere testa ad avversari sulla carta più forti: durante la sua lunga vita ha infatti combattuto numerose guerre e affrontato avversari di ogni tipo, il che gli ha conferito un'esperienza bellica senza pari e un'efficacia letale con qualunque arma.

Il suo intelletto, ben superiore alle normali capacità umane, gli consente di analizzare rapidamente e con successo situazioni estremamente complicate: addirittura, durante una sessione di allenamento nella Stanza del Pericolo, Forge ha affermato che sembra "un atleta olimpico che sta vincendo medaglie d'oro in svariate discipline mentre batte quattro computer in una partita a scacchi". È anche un poliglotta: oltre all'inglese parla italiano, francese, spagnolo, arabo, giapponese, russo, lakota e cheyenne.
Nick Fury, direttore dello S.H.I.E.L.D., ha personalmente affermato che Logan possiede delle capacità che lo rendono uno dei più temibili esseri esistenti, tanto che ha ipotizzato che sarebbe potuto diventare un agente di livello dieci (il massimo), mentre lo stesso Capitan America lo considerava un agente di livello otto.

## Avversari
Lista parziale degli avversari di Wolverine:
- Sabretooth
- Magneto
- Mystica
- Omega Red
- Wendigo
- Lady Deathstrike
- Fenice Nera
- Nuke
- Daken
- Thomas Logan
- Cyber
- Wild Child
- Romulus
- William Stryker
- Abraham Cornelius
- Silver Samurai
- Viper
- Shingen Yashida
- Ichirō Yashida
- Donald Pierce
- Zander Rice
- X-24

## Altre versioni

### Ultimate Wolverine
Nella versione Ultimate Wolverine è un personaggio ancora più controverso e tormentato di quello tradizionale. Non gode della stessa fiducia da parte dei suoi compagni ed ha un rapporto perlomeno ambiguo con Magneto. Cerca anche di uccidere, per sua stessa ammissione, Ciclope per soffiargli la ragazza (Jean Grey).

### Era di Apocalisse
Nella realtà alternativa dominata da Apocalisse, Wolverine è chiamato Arma-X e fa parte della formazione locale degli X-men, guidati da Magneto. Nel primo crossover aiuta la squadra a sconfiggere Apocalisse, ma dopo la presunta morte di Marvel Girl (Jean Grey) lascia gli X-Men.

### Vecchio Logan
Nel futuro alternativo immaginato da Mark Millar, Logan è un pacifico contadino che vive in una fattoria con la moglie e i figli, costretti a vivere di stenti a causa dei prepotenti Banner, discendenti di Hulk, avuti dalla cugina She-Hulk e padroni della California. Inoltre, con il tempo sta anche invecchiando, a causa di un progressivo indebolimento del suo fattore rigenerante. Logan accetta la proposta di Occhio di Falco di fare una consegna sulla costa orientale. È diventato un pacifista da quando, cinquant'anni prima, Mysterio con una delle sue illusioni lo convinse di combattere dei supercriminali mentre invece stava massacrando i suoi compagni di squadra e amici X-Men; da allora non ha più estratto i suoi artigli. Quando però i due cadono in una trappola tesa loro dal Teschio Rosso, Wolverine lo uccide decapitandolo con lo scudo di Capitan America. Tornato a casa viene a sapere che la Hulkgang ha ucciso la sua famiglia, decide allora di "resuscitare Wolverine" estraendo nuovamente gli artigli, meditando vendetta. Dopo aver ucciso i membri della Hulkgang, viene divorato da Hulk, tuttavia Logan, grazie al suo fattore rigenerante, torna in vita all'interno della pancia di Hulk e lo squarta brutalmente. Dopo il funerale della sua famiglia parte insieme a Bruce Banner Junior, ultimo figlio di Bruce Banner, per iniziare una crociata contro i supercriminali. Questa versione di Logan riapparirà in Secret Wars.

### Giorni di un futuro passato
Nel futuro alternativo nel quale le Sentinelle sono al potere, Wolverine è uno dei pochi mutanti a riuscire ancora a nascondersi dalle Sentinelle e a non trovarsi all'interno dei campi di schiavitù dove sono imprigionati quasi tutti i superumani rimasti, per liberare la strada ai suoi compagni evasi, Logan, attacca alle spalle una Sentinella, apparentemente ignara, tuttavia il robot si volta fulmineamente e con un potente raggio polverizza Wolverine facendo rimanere del mutante solo il suo scheletro di adamantio. In questo futuro Wolverine è leggermente più vecchio e i suoi capelli leggermente più bianchi, non usa quasi mai i suoi poteri per non mettere in allarme le Sentinelle.

## Autori
Lista parziale di autori (scrittori e disegnatori) che hanno contribuito maggiormente alla realizzazione delle storie del personaggio.
- Herb Trimpe: autore dei disegni (su progetto grafico di Dave Cockrum prima e John Romita Sr. dopo[senza fonte]), della prima storia in cui compare Wolverine.
- Frank Miller
- Chris Claremont
- John Buscema
- Andy Kubert
- Adam Kubert
- Mark Millar
- Paul Jenkins
- John Byrne
- Alan Davis
- Barry Windsor-Smith
- Larry Hama
- Warren Ellis
- Erik Larsen
- Marc Silvestri
- Mark Texeira
- Dwayne Turner
- Leinil Francis Yu
- Claudio Castellini
- Mark Millar
- John Romita Jr.
- Humberto Ramos
- Jeph Loeb
- Simone Bianchi
- Jason Aaron
- Daniel Way

## Pubblicazioni in lingua italiana

Copertina dell'edizione italiana (Panini Comics) del n. 1 di Wolverine the End.

Il personaggio compare in italiano per la prima volta negli anni settanta, nella collana de l'Uomo Ragno n. 192 dell'Editoriale Corno, dove viene chiamato (con traduzione letterale del nome) il Ghiottone.
Nel 1989, la casa editrice romana Play Press - data la bontà del materiale a disposizione e il seguito del personaggio in Italia - decide di aprire una collana mensile brossurata (cioè con costoletta, senza spille, come tradizione allora dell'editore romano), dedicata al mutante canadese, intitolata semplicemente Wolverine. La collana, come da consuetudine italiana, ha ospitato numerosi comprimari (citiamo solo Alpha Flight ed Excalibur).
Con l'avvento di Marvel Italia nel 1994, la serie dal n. 52 passa a spillata e la continuity con le altre testate mutanti, prima divise fra vari editori, viene progressivamente ripristinata, grazie anche all'impegno profuso dal coordinatore delle testate mutanti per Marvel Italia Luca Scatasta (che già in precedenza si occupava di quasi tutte le X-testate). Come molte serie Marvel Italia (Uomo Ragno, Fantastici Quattro, ecc.) seguendo una consuetudine americana, Wolverine è ripartita dal numero 1 in occasione del primo film, conservando però anche la numerazione originale che ha superato i 300 numeri. Nel 2012, Panini Comics dedica una nuova testata al personaggio intitolata Wolverine e gli X-Men che termina nel 2015 dopo 44 numeri.
A Wolverine sono stati dedicati anche innumerevoli numeri speciali, che non è possibile elencare con completezza per la vastità e frammentarietà di queste apparizioni, di cui certamente fanno parte le storie Origins e The End citate poc'anzi.
Di rilievo, perché si tratta di uno dei primi grandi successi di vendita con protagonista Wolverine, lo speciale Wolverine edito dalla Play Press nel 1989 (poi ristampato da Marvel Italia, rinnovato nelle traduzioni e nei redazionali, nel 1996), opera di Chris Claremont e Frank Miller (qui in veste solo di disegnatore, inchiostrato da Joe Rubinstein).
Wolverine è apparso e appare regolarmente come membro dei team nelle varie testate che hanno ospitato e ospitano le avventure dei gruppi mutanti. Inoltre dal settembre del 2005, con il numero 78, la collana Thor & i Nuovi Vendicatori (intitolata in precedenza semplicemente Thor) edita dalla Panini Comics presenta le sue avventure con i Nuovi Vendicatori.

## Altri media

### Cinema

#### Serie di filmX-Men

Wolverine interpretato da Hugh Jackman in X-Men le origini - Wolverine (2009).

Wolverine è uno dei protagonisti nella serie di film X-Men, nella quale è interpretato da Hugh Jackman. Compare in:
- X-Men (2000)
- X-Men 2 (X2, 2003)
- X-Men - Conflitto finale (X-Men: The Last Stand, 2006)
- X-Men le origini - Wolverine (X-Men Origins: Wolverine, 2009)[28]
- X-Men - L'inizio (X-Men: First Class, 2011)[29]
- Wolverine - L'immortale (The Wolverine, 2013)
- X-Men - Giorni di un futuro passato (X-Men: Days of Future Past, 2014)
- X-Men - Apocalisse (X-Men: Apocalypse, 2016)[30]
- Logan: The Wolverine (Logan, 2017)[31]
- Deadpool 2 (2018)[32]

#### Marvel Cinematic Universe
- Deadpool & Wolverine (2024)[N 1]

### Televisione

#### Serie animate statunitensi
Il personaggio è comparso come protagonista o comprimario nelle seguenti serie animate;
- L'Uomo Ragno e i suoi fantastici amici
- Insuperabili X-Men
- Spider-Man - L'Uomo Ragno
- I Fantastici Quattro
- X-Men: Evolution
- Wolverine e gli X-Men
- Super Hero Squad Show
- Marvel Super Heroes: What The--?!
- Black Panther
- Avengers - I più potenti eroi della Terra
- Ultimate Spider-Man
- Hulk e gli agenti S.M.A.S.H.
- M.O.D.O.K.
- X-Men '97

Il personaggio è apparso anche nel pilota della serie animata, mai prodotta, L'audacia degli X-Men, del 1989.

#### Anime
- Iron Man;
- Wolverine;
- X-Men;
- Blade;
- Disk Wars: Avengers.

### Home video
Wolverine è il protagonista di uno dei due cortometraggi contenuto nel film animato Hulk Vs. Thor e Wolverine che è stato prodotto dai Marvel Studios e distribuito direttamente in home video da Lions Gate Entertainment.

### Videogiochi
Il personaggio è apparso nei seguenti videogiochi:
- The Uncanny X-Men
- X-Men: Madness in Murderworld
- X-Men II: The Fall of the Mutants
- Wolverine
- Spider-Man and the X-Men: Arcade's Revenge
- X-Men
- Wolverine: Adamantium Rage
- X-Men: Children of the Atom
- X-Men: Mutant Apocalypse
- X-Men 2: Clone Wars
- X-Men: Gamesmaster's Legacy
- Marvel Super Heroes
- X-Men vs. Street Fighter
- X-Men: Mojo World
- X-Men: The Ravages of Apocalypse
- Marvel Super Heroes vs. Street Fighter
- Marvel vs. Capcom: Clash of Super Heroes
- Marvel vs. Capcom 2: New Age of Heroes
- X-Men: Mutant Academy
- X-Men: Mutant Wars
- X-Men: Wolverine's Rage
- X-Men: Mutant Academy 2
- X-Men: Il regno di Apocalisse
- X-Men: Next Dimension
- X-Men 2: La vendetta di Wolverine
- X-Men Legends
- X-Men Legends II: L'Era di Apocalisse
- Ultimate Spider-Man
- X-Men: Il gioco ufficiale
- Marvel: La Grande Alleanza
- Spider-Man: Il regno delle ombre
- LittleBigPlanet
- X-Men le origini - Wolverine
- Marvel Super Hero Squad
- Marvel: La Grande Alleanza 2
- Marvel Super Hero Squad: The Infinity Gauntlet
- Marvel Pinball: Wolverine
- Marvel vs. Capcom 3: Fate of Two Worlds
- Ultimate Marvel vs. Capcom 3
- Marvel: Avengers Alliance
- LEGO Marvel Super Heroes
- Marvel: Sfida dei campioni
- Fortnite Battle Royale
- Marvel: La Grande Alleanza 3: L'Ordine Nero
- Marvel Rivals
- Marvel's Wolverine